# 유한솔의 밤&
유한솔의 밤&은 G1 Fresh-FM(원주 103.1 춘천 105.1 강릉 106.1 태백 99.3 평창 88.3, 속초 101.3MHz)에서 매일 밤 12시부터 새벽 1시까지 방송된 G1 강원민방 유한솔 아나운서가 진행하고 있는 신설 라디오 음악 프로그램이다.

## 진행
- 유한솔 아나운서 (남)

## 같이 보기
- G1 강원민방
- G1 Fresh-FM
- SBS 파워FM
- 존박의 뮤직하이

| G1 Fresh-FM                             |                                   |                                |
| 이전                                    | 유한솔의 밤& (매일 12:00 ~ 01:00) | 다음                           |
| NCT의 night night! (매일 11:00 ~ 12:00) | 유한솔의 밤& (매일 12:00 ~ 01:00) | 뮤직블로그 (매일 01:00 ~03:00) |
|                                         |                                   |                                |
| 전국방송                                | 강원도 지역 방송                  | 강원도 지역 방송               |